# 艳丽耳草
艳丽耳草（学名：Hedyotis pulcherrima）为茜草科耳草属下的一个种。

## 扩展阅读
- 維基物種上的相關：艳丽耳草